# Muizon
Muizon és un municipi francès, situat al departament del Marne i a la regió del Gran Est. L'any 2007 tenia 2.285 habitants.

## Demografia

### Població
El 2007 la població de fet de Muizon era de 2.285 persones. Hi havia 865 famílies, de les quals 153 eren unipersonals (58 homes vivint sols i 95 dones vivint soles), 317 parelles sense fills, 325 parelles amb fills i 70 famílies monoparentals amb fills.
La població ha evolucionat segons el següent gràfic:
Habitants censats

### Habitatges
El 2007 hi havia 903 habitatges, 874 eren l'habitatge principal de la família, 2 eren segones residències i 27 estaven desocupats. 828 eren cases i 73 eren apartaments. Dels 874 habitatges principals, 616 estaven ocupats pels seus propietaris, 249 estaven llogats i ocupats pels llogaters i 9 estaven cedits a títol gratuït; 21 tenien dues cambres, 81 en tenien tres, 177 en tenien quatre i 595 en tenien cinc o més. 763 habitatges disposaven pel capbaix d'una plaça de pàrquing. A 365 habitatges hi havia un automòbil i a 449 n'hi havia dos o més.

### Piràmide de població
La piràmide de població per edats i sexe el 2009 era:
| Homes | Edats   | Dones |
| ----- | ------- | ----- |
| 0     | 95 o +  | 4     |
| 0     | 90 a 94 | 0     |
| 1     | 85 a 89 | 1     |
| 13    | 80 a 84 | 0     |
| 15    | 75 a 79 | 24    |
| 30    | 70 a 74 | 48    |
| 25    | 65 a 69 | 32    |
| 76    | 60 a 64 | 66    |
| 81    | 55 a 59 | 46    |
| 158   | 50 a 54 | 178   |
| 74    | 45 a 49 | 70    |
| 75    | 40 a 44 | 82    |
| 78    | 35 a 39 | 84    |
| 64    | 30 a 34 | 71    |
| 67    | 25 a 29 | 67    |
| 101   | 20 a 24 | 47    |
| 92    | 15 a 19 | 74    |
| 99    | 10 a 14 | 68    |
| 60    | 5 a 9   | 121   |
| 59    | 0 a 4   | 38    |

## Economia
El 2007 la població en edat de treballar era de 1.540 persones, 1.036 eren actives i 504 eren inactives. De les 1.036 persones actives 958 estaven ocupades (487 homes i 471 dones) i 78 estaven aturades (41 homes i 37 dones). De les 504 persones inactives 216 estaven jubilades, 182 estaven estudiant i 106 estaven classificades com a «altres inactius».

### Ingressos
El 2009 a Muizon hi havia 849 unitats fiscals que integraven 2.255,5 persones, la mediana anual d'ingressos fiscals per persona era de 21.331 €.

### Activitats econòmiques
Dels 132 establiments que hi havia el 2007, 2 eren d'empreses extractives, 3 d'empreses alimentàries, 6 d'empreses de fabricació d'altres productes industrials, 19 d'empreses de construcció, 38 d'empreses de comerç i reparació d'automòbils, 15 d'empreses de transport, 5 d'empreses d'hostatgeria i restauració, 1 d'una empresa d'informació i comunicació, 6 d'empreses financeres, 6 d'empreses immobiliàries, 13 d'empreses de serveis, 15 d'entitats de l'administració pública i 3 d'empreses classificades com a «altres activitats de serveis».
Dels 31 establiments de servei als particulars que hi havia el 2009, 1 era una oficina de correu, 7 tallers de reparació d'automòbils i de material agrícola, 1 autoescola, 1 paleta, 4 fusteries, 5 electricistes, 3 empreses de construcció, 2 perruqueries, 1 veterinari, 2 restaurants i 4 agències immobiliàries.
Dels 7 establiments comercials que hi havia el 2009, 1 era un supermercat, 2 fleques, 1 una fleca, 1 una botiga de mobles, 1 una botiga de material de revestiment de parets i terra i 1 una joieria.
L'any 2000 a Muizon hi havia 7 explotacions agrícoles.

## Equipaments sanitaris i escolars
L'únic equipament sanitari que hi havia el 2009 era una farmàcia.
El 2009 hi havia 1 escola maternal i 1 escola elemental.

## Poblacions més properes
El següent diagrama mostra les poblacions més properes.